# ديف لويس (لاعب كرة قدم أمريكية)
ديف لويس (بالإنجليزية: Dave Lewis) هو لاعب كرة قدم أمريكية أمريكي، ولد في 15 أكتوبر 1954 في سان دييغو في الولايات المتحدة.

## وصلات خارجية
- ديف لويس على موقع مرجع كرة القدم المحترفة.كوم (الإنجليزية)